# The Return of Swamp Thing
The Return of Swamp Thing is een low-budget horrorfilm uit 1989, gebaseerd op de Swamp Thing-strips van DC Comics. De film is een vervolg op de film Swamp Thing uit 1982. De regie was in handen van Jim Wynorski. Hoofdrollen werden vertolkt door Louis Jourdan, Dick Durock en Heather Locklear.

## Verhaal
Na de mysterieuze dood van haar moeder reist Abby Arcane naar de moerassen van Florida om haar kwaadaardige stiefvader, Dr. Arcane, te confronteren. Dr. Arcane heeft in de afgelopen jaren onderzoek gedaan naar een middel om veroudering tegen te gaan. Hiertoe heeft hij genen van verschillende moerasdieren en mensen gecombineerd, en een leger van monsters gemaakt. Zodra Abby arriveert, probeert hij haar te gebruiken voor zijn experimenten. Ze wordt gered door Swamp Thing. Samen moeten ze Dr. Arcane stoppen.

## Rolverdeling
| Acteur              | Personage         |
| ------------------- | ----------------- |
| Dick Durock         | Swamp Thing       |
| Louis Jourdan       | Dr. Anton Arcane  |
| Heather Locklear    | Abby Arcane       |
| Sarah Douglas       | Dr. Lana Zurrell  |
| Ace Mask            | Dr. Rochelle      |
| Monique Gabrielle   | Miss Poinsettia   |
| Daniel Emery Taylor | Darryl Hallenbeck |
| Christopher Doyle   | Leechman          |

## Achtergrond
In tegenstelling tot de vorige film was deze film min of meer een komedie die ook geschikt was voor jonge kijkers. De film bevat twee kindacteurs als vrolijke noot voor het verhaal.
Een boekversie van de film werd geschreven door Peter David. Dit boek bevatte een serieuzer verhaal dan de film, en is vermoedelijk gebaseerd op een ander potentieel scenario dat door de producers was gemaakt. Het verfilmen van het verhaal dat in het boek is verwerkt zou een veel groter budget hebben vereist.

## Prijzen/nominaties
In 1990 won “The Return of Swamp Thing” de Golden Raspberry Award voor slechtste actrice (Heather Locklear).